# Prairie Ridge
Prairie Ridge ist ein census-designated place (CDP) im Pierce County im US-Bundesstaat Washington. Zum United States Census 2000 hatte Prairie Ridge 11688 Einwohner.

## Geographie
Nach dem United States Census Bureau nimmt der CDP eine Gesamtfläche von 11,1 km² ein, wovon 11,0 km² Land und der Rest (0,23 %) Wasserflächen sind.

## Demographie
Nach der Volkszählung von 2000 gab es in Prairie Ridge 11.688 Einwohner, 3.902 Haushalte und 3.109 Familien. Die Bevölkerungsdichte betrug 1059,3 pro km². Es gab 4.038 Wohneinheiten bei einer mittleren Dichte von 366 pro km².
Die Bevölkerung bestand zu 93,38 % aus Weißen, zu 0,54 % aus Afroamerikanern, zu 1,17 % aus Indianern, zu 0,91 % aus Asiaten, zu 0,38 % aus Pazifik-Insulanern, zu 0,79 % aus anderen „Rassen“ und zu 2,84 % aus zwei oder mehr „Rassen“. Hispanics oder Latinos „jeglicher Rasse“ bildeten 3,36 % der Bevölkerung.
Von den 3902 Haushalten beherbergten 47,3 % Kinder unter 18 Jahren, 64,4 % wurden von zusammen lebenden verheirateten Paaren, 9,3 % von alleinerziehenden Müttern geführt; 20,3 % waren Nicht-Familien. 13,7 % der Haushalte waren Singles und 3,4 % waren alleinstehende über 65-jährige Personen. Die durchschnittliche Haushaltsgröße betrug 3 und die durchschnittliche Familiengröße 3,29 Personen.
Der Median des Alters in der Stadt betrug 32 Jahre. 33,2 % der Einwohner waren unter 18, 6,3 % zwischen 18 und 24, 36,9 % zwischen 25 und 44, 17,8 % zwischen 45 und 64 und 5,8 65 Jahre oder älter. Auf 100 Frauen kamen 103 Männer, bei den über 18-Jährigen waren es 101,8 Männer auf 100 Frauen.
Alle Angaben zum mittleren Einkommen beziehen sich auf den Median. Das mittlere Haushaltseinkommen betrug 52.367 US$, in den Familien waren es 55.158 US$. Männer hatten ein mittleres Einkommen von 42.287 US$ gegenüber 29.121 US$ bei Frauen. Das Pro-Kopf-Einkommen betrug 19.491 US$. Etwa 5,1 % der Familien und 5,5 % der Gesamtbevölkerung lebte unterhalb der Armutsgrenze; das betraf 6,6 % der unter 18-Jährigen und 4,6 % der über 65-Jährigen.